# Turning Point 2015
Turning Point 2015 è stata la dodicesima edizione e la seconda ad essere trasmessa in formato gratuito e non in pay-per-view. L'evento si è svolto il 27 luglio 2015 presso la Impact Wrestling Zone di Orlando in Florida ed è stato trasmesso il 19 agosto 2015 dalla rete televisiva Destination America.

## Risultati
| # | Match                                                     | Stipulazioni                                                  | Durata |
| - | --------------------------------------------------------- | ------------------------------------------------------------- | ------ |
| 1 | Mr. Anderson ha sconfitto Bram                            | Open Mic Challenge                                            | 09:15  |
| 2 | Gail Kim ha sconfitto The Dollhouse (Marti Bell e Jade)   | 1 contro 2 Handicap match Six Sides of Steel match            | 12:45  |
| 3 | Drew Galloway ha sconfitto Eli Drake                      | No disqualification match                                     | 10:00  |
| 4 | Matt Hardy ha sconfitto Tyrus                             | Single match                                                  | 02:10  |
| 5 | Ethan Carter III (c) ha sconfitto PJ Black                | Single match per il titolo TNA World Heavyweight Championship | 08:25  |
|   | (c) = campione in carica al momento dell'inizio del match |                                                               |        |